# جون تریپ
جون تریپ (انگلیسی: June Tripp؛ ۱۹۰۱ – ۱۴ ژانویه ۱۹۸۵) هنرپیشه اهل بریتانیا بود.
از فیلم‌ها یا برنامه‌های تلویزیونی که او در آن نقش داشته، می‌توان به مستأجر: داستان لندن مه‌آلود و خانم پارکینگتون اشاره کرد.

## کتاب
- The Glass Ladder (London: Heinemann, 1960) که به شکل اتوبیوگرافی نوشته است.